# 1566 en littérature
| Années de la littérature : 1563 - 1564 - 1565 - 1566 - 1567 - 1568 - 1569    |
| Décennies de la littérature : 1530 - 1540 - 1550 - 1560 - 1570 - 1580 - 1590 |

Cet article présente les faits marquants de l'année 1566 en littérature.

## Événements
- 2 septembre : la scène s'effondre lors d'une représentation de la pièce Palamon et Arcite de Richard Edwards à Christ Church Hall  à Oxford, en présence de la reine Elizabeth Ier, faisant trois morts. Le spectacle continue et « la reine en rit de bon cœur ».

- le moine franciscain Diego de Landa rédige une Relación de las cosas de Yucatán (« Relation des choses du Yucatán »), publié pour la première fois à Paris en 1864 par l'archéologue français Brasseur de Bourbourg[1].

## Parutions
- 24 septembre : le catéchisme romain issu du concile de Trente est imprimé à Rome par Paul Manuce[2].
- 6 novembre : première édition de l'Apologie pour Hérodote, de Henri Estienne. Censurée par le Conseil de Genève, elle reparait en version expurgée le 19 novembre[3].

- Le philosophe français Jean Bodin édite sa Méthode pour la connaissance de l'histoire (Methodus ad facilem historiarum cognitionem)[4].

### Fictions
- 18 septembre : William Adlington dédicace à Thomas Radclyffe The Golden Ass, sa traduction en anglais du roman Métamorphoses de l'auteur latin Apulée[5].

- The Copy of a Letter, recueil de poèmes d'Isabella Whitney, publié à Londres par Richard Jones (peut-être en 1567)[6].
- The Palace of Pleasure, recueil de contes en deux volumes de William Painter (1566-1567)[7].

## Naissances
- 26 novembre : Francesco Bracciolini, poète italien († 31 août 1645).

## Décès
- 25 avril : Louise Labé, poétesse française (née en 1525).
- 27 septembre : Marco Girolamo Vida, poète humaniste italien (né en 1485).